# 新澤西 (邦喬飛專輯)
《新澤西》（英語：New Jersey）是美國搖滾樂團邦·喬飛（Bon Jovi）的第四張錄音室專輯，於1988年9月19日發行。《新澤西》在英美兩地的專輯榜雙雙摘冠，產生五首告示牌TOP 10單曲，其中包含兩首全美冠軍單曲，專輯在美銷售數字為7白金，該專輯在2010年和2014年分別又推出不同曲目的紀念盤。

## 專輯資料

### 製作簡介
《新澤西》中的歌曲大部分由邦·喬飛樂團參與創作，新專輯由大師級製作人 Bruce Fairbairn 主力操刀，這是該樂團第二度和這位來自加拿大的傳奇音樂人合作，邦·喬飛樂團上一張成功大賣的專輯《難以捉摸》（英語：Slippery When Wet）就是出自這位大師之手。《新澤西》的曲風依舊承襲硬式搖滾和華麗金屬路線，Bruce Fairbairn 將團員的合聲大量融入這次的歌曲當中，而為滿足邦·喬飛樂團現有歌迷需求，編曲上多偏向白人流行音樂而不再全然是冷冰冰的重金屬風格。美國新澤西州是邦·喬飛樂團的發跡地，因此他們對於《新澤西》有更重大的願景，原始構想希望這是一張雙碟的作品，但是在幾經公司考量之後放棄了這個計畫，改採一般專輯發行模式，而當初邦·喬飛樂團這個原始構想在2014年終於實現，如願發行《新澤西雙CD紀念盤》。

### 商業成績
1987年和1988年的流行樂壇非常熱鬧，歐美許多重量級的天團都選在這兩年出片，如范·海倫（Van Halen）、威豹（Def Leppard）、槍與玫瑰（Guns N' Roses）、印艾克斯（INXS）、毒藥（Poison）、史密斯飛船（Aerosmith）以及U2等等，當然還有邦·喬飛樂團。邦·喬飛樂團的上一張《難以捉摸》不但締造空前佳績，而且成功讓該團打進國際市場成為當紅巨星，也因如此，全新專輯《新澤西》一推出立刻成為歌迷與媒體關注的焦點，果然在1988年10月8日首週進入告示牌專輯榜即佔據第8名，第二週名次直接跳到榜首位置，蟬連四週冠軍才被U2請下王座。《新澤西》是邦·喬飛樂團第二張全美冠軍專輯，它在專輯榜中一共停留了76週，在美國地區銷售數字突破700萬張，在1989年告示牌年終專輯榜中高居第4名。
專輯《新澤西》在美國地區一共推出五首單曲，依序為〈劣藥〉（2週冠軍）、〈Born to Be My Baby〉（第3名）、〈I'll Be There for You〉（1週冠軍）、〈Lay Your Hands on Me〉（第7名）和〈Living in Sin〉（第9名），創下硬式搖滾樂團專輯最好成績。
《新澤西》在英國專輯榜摘下2週冠軍，成為邦·喬飛樂團首張全英冠軍專輯，但是較可惜的是推出的五首單曲，全都未能打進英國單曲榜TOP 10中。

### 專輯評價
美國音樂權威滾石雜誌（英語：Rolling Stone）給予《新澤西》三顆星平等，樂評們肯定邦·喬飛樂團這張專輯的製作水準，以及出色的音樂作品，但是他們對於一個搖滾樂團使用通過投票來決定曲目的做法不表認同，樂評甚至拿范·海倫（Van Halen）和威豹（Def Leppard）這兩個經典樂團來和邦·喬飛樂團比較，他們認為太過花俏華麗絢爛的歌曲會吸引目光，可能會造成一時的流行，但真正能留存長久的還是在於音樂的本質。
即使樂評對於《新澤西》的評價褒貶不一，但它在搖滾樂史上也創下了一個新的里程碑，在一張搖滾專輯中能產生五首TOP 10單曲的紀錄，截至2015年為止，尚沒有其它搖滾樂團能做到。

## 曲目
| Side one | Side one             | Side one                         | Side one |
| 曲序     | 曲目                 | 词曲                             | 时长     |
| -------- | -------------------- | -------------------------------- | -------- |
| 1.       | Lay Your Hands on Me | 瓊·邦·喬飛, Richie Sambora       | 6:01     |
| 2.       | Bad Medicine         | Bon Jovi, Sambora, Desmond Child | 5:16     |
| 3.       | Born to Be My Baby   | Bon Jovi, Sambora, Child         | 4:40     |
| 4.       | Living in Sin        | Bon Jovi                         | 4:39     |
| 5.       | Blood on Blood       | Bon Jovi, Sambora, Child         | 6:16     |

| Side two | Side two              | Side two                               | Side two |
| 曲序     | 曲目                  | 词曲                                   | 时长     |
| -------- | --------------------- | -------------------------------------- | -------- |
| 6.       | Homebound Train       | Bon Jovi, Sambora                      | 5:10     |
| 7.       | Wild Is the Wind      | Bon Jovi, Sambora, Child, Diane Warren | 5:08     |
| 8.       | Ride Cowboy Ride      | Captain Kidd, King of Swing            | 1:25     |
| 9.       | Stick to Your Guns    | Bon Jovi, Sambora, Holly Knight        | 4:45     |
| 10.      | I'll Be There for You | Bon Jovi, Sambora                      | 5:46     |
| 11.      | 99 in the Shade       | Bon Jovi, Sambora                      | 4:29     |
| 12.      | Love for Sale         | Bon Jovi, Sambora                      | 3:58     |

## 資料來源
1. ↑  .   [2016-06-05]. （原始内容存档于2016-03-27）.
2. ↑  .   [2016-06-05]. （原始内容存档于2016-05-28）.
3. ↑  .   [2016-06-05]. （原始内容存档于2021-01-30）.
4. ↑  .   [2016-06-06]. （原始内容存档于2018-10-08）.
5. ↑  .   [2016-06-05]. （原始内容存档于2021-02-10）.
6. ↑  .   [2016-06-05]. （原始内容存档于2021-03-08）.
7. ↑  .   [2016-06-06]. （原始内容存档于2016-10-28）.
8. ↑  張學友版本為《不要再問》，收錄於1992年專輯《真情流露》。
9. ↑  張國榮版本為《未來之歌》，收錄於1989年專輯《Final Encounter》。